# Aeroportul Madeira
Aeroportul Madeira (în portugheză Aeroporto Cristiano Ronaldo) (IATA: FNC, ICAO: LPMA) este un aeroport din Santa Cruz⁠(d), Madeira, Portugalia ce deservește zona Madeira. Aeroportul a fost tranzitat în decembrie 2022 de 317.937 de pasageri. A fost deschis în 8 iulie 1964 și numit după Cristiano Ronaldo.
Situat la o altitudine de 59 m, aeroportul dispune de 1 pistă. Este operat de ANA – Aeroportos de Portugal⁠(d).

## Infrastructură

### Piste
Aeroportul dispune de o singură pistă. Pista 05/23 are suprafața de asfalt și dimensiunile 2.781 m × 45 m. 